# مهدی هاشمی رفسنجانی
مهدی هاشمی بهرمانی (زاده ۲۹ شهریور ۱۳۴۸)، تاجر ایرانی و فرزند چهارم سیاستمدار و رئیس‌جمهور سابق ایران اکبر هاشمی رفسنجانی است. وی در گذشته مسئولیت‌هایی در وزارت نفت ایران از جمله ریاست شرکت مهندسی و ساخت تأسیسات دریایی ایران (از اسفند ماه ۱۳۷۱ تا سال ۱۳۷۷) و شرکت بهینه‌سازی مصرف سوخت(۱۳۷۹ تا ۱۳۸۳) را برعهده داشت. نام او در رسانه‌های بین‌المللی از سال ۲۰۰۳ میلادی و در پی پرونده رشوه‌دهی استات‌اویل در ایران مطرح شد. بر اساس گزارش کمیسیون تحقیق و تفحص مجلس، رفسنجانی از کلیه اتهامات وارده مبری شناخته شد، اما استات اویل به این دلیل جریمه شد که به مهدی هاشمی پول پرداخت کرده‌ بود. او نایب رئیس دفتر نشر معارف انقلاب است که ناشر آثار و خاطرات رفسنجانی است. در سال ۱۴۰۲، سریالی با مضمون هفت‌سر اژدها، روایت‌ فسادهای سیاسی و اقتصادی وی را در شبکه سه سیما به نمایش درآورد.

## زندگی شخصی و تحصیلات
مهدی هاشمی بهرمانی در بیست و نهم شهریور ماه سال ۱۳۴۸ در تهران متولد شد. او فرزند عفت مرعشی و اکبر هاشمی رفسنجانی است و دو خواهر به نام‌های فائزه و فاطمه و دو برادر به نام‌های محسن و یاسر دارد. مهدی هاشمی با دختر عموی خود، فرشته هاشمی، ازدواج کرده و صاحب دو پسر به نام‌های فؤاد و یاسین است. فؤاد در سال ۱۳۹۲ برای ادامه تحصیل به انگلستان رفت و مدارک کارشناسی و کارشناسی ارشد خود را از دانشگاه سیتی لندن اخذ کرد. وی اخیراً مدرک دکترای خود را در رشته مدیریت انرژی‌های تجدیدپذیر و فناوری سیستم‌ها از همان دانشگاه دریافت کرده است. اطلاعات چندانی درباره یاسین در دسترس نیست.
وی در سال‌های پایانی جنگ ایران و عراق مدتی به همراه مجتبی خامنه‌ای در جبهه حاضر شد.
مهدی هاشمی رفسنجانی، تحصیلات راهنمایی و دبیرستان را در مدرسه نیکان به پایان رساند و سپس در رشته  مخابرات دانشگاه تهران به تحصیلات خود ادامه داد. مدرک کارشناسی ارشد وی، که «مدرک معادل» خوانده می‌شود، پس از گذراندن دوره‌ای آموزشی مشترک میان دانشگاه صنعتی شریف و سازمان بهینه‌سازی مصرف سوخت کشور، که در آن زمان مدیریت آن را بر عهده داشت، به او اعطا شد. او همچنین دارای مدرک دکترای مهندسی منابع انرژی از دانشگاه آزاد اسلامی است. در سال ۱۳۸۹، وی تحصیل در مقطع دکترای خاورشناسی با تمرکز بر قانون اساسی ایران را در ولفسن کالج دانشگاه آکسفورد آغاز نمود. در پی اِتهاماتی مبنی بر نگارش پایان‌نامهٔ دکتری توسط دیگران، دانشگاه آکسفورد تحقیقاتی را در این زمینه آغاز کرد.

## فعالیت سیاسی
وی در انتخابات ریاست جمهوری سال ۱۳۸۴ در ستاد انتخاباتی پدرش، اکبر هاشمی رفسنجانی، فعالیت می‌کرد. او در مصاحبه‌ای با یواس‌ای تودی اظهار داشت که در صورت شکست پدرش، خطر ایجاد یک دیکتاتوری مذهبی وجود دارد و با تمرکز قدرت در یک جناح خاص، امکان برگزاری انتخابات آزاد در ایران از بین خواهد رفت. وی همچنین وعده داد که در صورت پیروزی هاشمی، برای  قانون اساسی و محدود کردن اختیارات رهبر به مقامی مشابه پادشاه انگلستان تلاش خواهد کرد.
در انتخابات ریاست جمهوری سال ۱۳۸۸، وی از حامیان میرحسین موسوی بود و در دانشگاه آزاد اسلامی ستادی را برای نظارت بر صحت انتخابات تأسیس کرد. پس از انتخابات و شکست موسوی، برخی از متهمان در دادگاه رسیدگی به پروندهٔ متهمان پرونده کودتای مخملی، ادعاهایی را علیه وی مطرح کردند.

### ۱۳۸۴:انتخابات ریاست جمهوری نهم
انتخابات ریاست‌جمهوری دورهٔ نهم، نقطهٔ عطفی در فعالیت‌های سیاسی مهدی هاشمی محسوب می‌شود. در این دوره، او به‌طور رسمی مسئولیت پویش تبلیغاتی پدرش، اکبر هاشمی رفسنجانی، را بر عهده گرفت. در همین راستا، وی درخواست مصاحبهٔ شان پن، بازیگر مشهور سینما، را پذیرفت و با او گفتگو کرد.
مهدی هاشمی نقش مؤثری در اتحاد گروه‌های تحول‌خواه ایران حول محور هاشمی رفسنجانی در دور دوم انتخابات ایفا کرد. اگرچه در نهایت محمود احمدی‌نژاد پیروز و رئیس‌جمهور شد، اما پدرش جایگاهی مستحکم‌تر در میان بخش‌هایی از جوانان، دانشجویان و طبقهٔ متوسط ایران کسب کرد. این امر موجب نارضایتی شدید مخالفان پدرش شد، به‌طوری که پرونده‌ای برای کمپین انتخاباتی او گشودند و پنج سال بعد، در جریان بازداشت فعالان سیاسی و مدنی پس از دهمین انتخابات ریاست جمهوری، برخی از آنان وادار به اعترافاتی علیه فعالیت‌های مهدی هاشمی در آن زمان شدند. او این اظهارات را تکذیب کرد و شرایط بازداشت و نگهداری متهمان، به‌ویژه حبس‌های انفرادی طولانی‌مدت و عدم دسترسی به وکیل، را غیرقانونی خواند.
مهدی هاشمی در مصاحبه‌ای با یواس‌ای تودی پیش‌بینی کرده بود که در صورت پیروزی احمدی‌نژاد، توازن سیاسی ایران برهم خواهد خورد و کشور به‌سرعت به‌سوی یک‌دست‌شدن سیاسی و حذف گروه‌های منتقد پیش خواهد رفت.

### ۱۳۸۵: انتخابات خبرگان رهبری
در این زمان هم مانند دوره پیش، مهدی هاشمی مسئولیت مبارزات انتخاباتی پدر را بر عهده گرفت، تجربه انتخابات قبل که به زعم اصلاح طلبان با دخالت گسترده نظامیان و تخلفات وسیع همراه بود، به گونه‌ای که هاشمی رفسنجانی هم در نامه‌ای اعتراضی با اشاره به حجم گسترده تخلفات و اشکالات تنها برای حفظ نظام سکوت کرد و شکایت به خدا برد، مهدی هاشمی را به طراحی سیستمی برای حفاظت از آرا ترغیب نمود پروژه‌ای که به «کمیته صیانت از آرا» موسوم شد.
به هر صورت، تنها یک سال و نیم پس از شکست هاشمی رفسنجانی در انتخابات ریاست جمهوری، او با رأی چشم گیر در انتخابات خبرگان رهبری در صدر منتخبان تهران قرار گرفت و تلاش گسترده حامیان احمدی‌نژاد در اجرای پروژه «خبرگان بدون هاشمی» ناکام ماند.
اما علاوه بر نتیجه انتخابات مسئله دیگری که توجه ناظران سیاسی را برانگیخت همان سیستم صیانت از آرای ستاد هاشمی بود. این تجربه موفق که بعدها اکبر هاشمی
و مخالفان او از جمله غلامحسین الهام، معاون احمدی‌نژاد و عضو شورای نگهبان هم به آن اشاره داشتند.
سازماندهی نمایندگان نامزد انتخابات (هاشمی) جهت حضور مؤثر در تمام صندوق‌های رای بود به گونه‌ای که امکان دست‌کاری آرا در شمارش، تجمیع و اعلام را کاهش می‌داد. این گونه بود که میزان آرای هاشمی رفسنجانی به سرعت و دقت توسط نمایندگانش در پای صندوق‌ها به ستاد او گزارش شد و آرای او که با فاصله‌ای معنادار با نفر بعد، اولین رای تهران بود مستندا و به سرعت توسط ستادش اعلام شد. مهدی هاشمی این تجربه موفق را با خود به انتخابات بعدی برد، به جنجالی‌ترین اتفاق سیاسی دهمین انتخابات ریاست جمهوری.

### ۱۳۸۸: انتخابات دهم ریاست جمهوری
در آستانه انتخابات ریاست جمهوری سال ۸۸ مهدی هاشمی به ستاد انتخاباتی میر حسین موسوی پیوست و با تکیه بر تجربه دو انتخابات قبل، سازماندهی کمیته صیانت از آرا را بر عهده گرفت، البته طرفداران احمدی‌نژاد معتقد بودند که او از طرف پدر در جلسه‌ای که در خصوص بررسی وضعیت نامزدها و فضای انتخاباتی برگزار شده حضور یافته‌است و در این جلسه که میرحسین موسوی، مهدی کروبی و محمد خاتمی نیز در آن حضور داشته‌اند، به عنوان نماینده تام‌الاختیار هاشمی رفسنجانی به عضویت «کمیته مشترک صیانت از آراء» درآمده‌است.
او همچنین یکی از اعضای شورای راهبردی تبلیغات موسوی نیز شد که در حقیقت بالاترین شورای تصمیم‌‌گیری در زمینه راهکارهای تبلیغاتی نامزد تحول‌خواه بود، البته طرفداران احمدی‌نژاد معتقد بودند که او رسماً به عضویت شورای راهبردی ستاد انتخاباتی اصلاح‌طلبان که خارج از ستاد اصلی میرحسین موسوی تشکیل شده‌است درآمده بود تا ظرفیت‌های دوم خرداد را به نفع موسوی به میدان بیاورد.
حامیان احمدی‌نژاد ستاد اصلی میر حسین موسوی را مجمع تشخیص مصلحت نظام می‌دانستند. در این میان حتی بعضی طرفداران احمدی‌نژاد مدعی شدند که مهدی هاشمی مهم‌ترین نقش را در انصراف سید محمد خاتمی و جایگزینی موسوی در این دوره از انتخابات بر عهده داشته‌است.
تشکیل کمیته صیانت از آرا با واکنش تند و گسترده طرفداران احمدی‌نژاد و دولت رو به رو شد به گونه‌ای که وزیر کشور وقت که مجری انتخابات بود آن را در راستای اهداف ضدانقلاب دانست و شورای نگهبان (ناظر انتخابات) با آن مخالفت کرد. با نزدیک شدن زمان انتخابات این حملات لحن صریح‌تر و حجم گسترده‌تری یافت به گونه‌ای که مثلاً روزنامه کیهان آن را طرح ویژه سازمان سیا خواند.
مهدی هاشمی در مصاحبه‌ای با نیویورک تایمز نحوه سازماندهی این کمیته را توضیح داد. این کمیته پیش از انتخابات در چندین بیانیه از تخلفات گسترده در انتخابات ابراز نگرانی کرد و سیستم متمرکز و مدرنی برای هماهنگی نمایندگان میر حسین موسوی در صندوق‌ها طراحی نمود اما این سیستم با کارشکنی دولت از طریق قطع پیامک و ممانعت از حضور برخی از نمایندگان ستاد انتخاباتی موسوی در شعب اخذ رای با مشکلاتی رو‌به‌رو شد، اما به هر ترتیب این کمیته بود که با ارائه مستنداتی در چند گزارش مفصل خواستار ابطال انتخابات شد.
در جریان انتخابات، کمپین احمدی‌نژاد بیشترین حملات خود را بر خانواده هاشمی رفسنجانی به ویژه مهدی هاشمی متمرکز ساخت و در نهایت نیز احمدی‌نژاد در مناظره معروفش با موسوی نام مهدی هاشمی را علناً مطرح ساخت، به دنبال این اتهامات هاشمی رفسنجانی از تلویزیون ایران خواستار فرصتی برای پاسخگویی شد، که با آن موافقت نشد.

#### پس از انتخابات
محمد علی ابطحی معاون رئیس‌جمهور اسبق ایران که جزو دستگیرشدگان بود در اعترافاتی در دادگاه، مهدی هاشمی را در کنار سید محمد خاتمی و مصطفی تاج‌زاده به طراحی و سازماندهی اعتراضات مردمی پس از انتخابات متهم ساخت.
مهدی هاشمی دو ماه پس از انتخابات به عنوان رئیس دفتر هیئت امنای دانشگاه آزاد اسلامی جهت بازدید و رسیدگی دفاتر و شعبات دانشگاه آزاد اسلامی به خارج از ایران رفت که این سفر با جنجال تبلیغاتی طرفداران احمدی‌نژاد و پاسخ دفتر هیئت امنای دانشگاه آزاد همراه شد.
از سوی دیگر اکبر هاشمی رفسنجانی نیز در سخنانی از مأموریت کاری و تحصیلی مهدی هاشمی دفاع کرد.
پس از انتصاب ریاست جدید قوه قضاییه، صادق لاریجانی، مهدی هاشمی به همراه دیگر اعضای خانواده در نامه‌ای خواستار تشکیل مرجعی صلاحیت‌دار برای رسیدگی به همه شایعات و تهمت‌هایی که علیه آنان مطرح است و اعلام نتایج آن برای اطلاع مردم و مسئولان شدند.
در نخستین دیدار هاشمی رفسنجانی با رهبر جمهوری اسلامی در سال ۸۹ نیز وی بار دیگر بر درخواست فرزندانش تأکید کرد. به نظر هاشمیِ رفسنجانی، این جو مسموم تنها با برگزاری دادگاه مرتفع خواهد شد. رئیس مجلس خبرگان معتقد است هر دادگاه بیطرفی بر بیگناهی فرزندانش حکم خواهد کرد. رهبری در همان دیدار قول داد که قاضی دادگاهِ فرزندانِ هاشمی فردی بی‌طرف باشد و تنها بر اساس قانون حکم خواهد کرد. گفته می‌شود وی همچنین تضمین کرد که فرزندان هاشمی قبل از محاکمه و در طول برگزاری دادگاه بازداشت نخواهند شد. سخنان صادق لاریجانی رئیس قوه قضائیه در نخستین سخنرانی سال جدید مبنی بر «برخورد با دانه درشتها و استقلال قوه قضائیه» نیز به دنبال صدور اجازه برگزاری دادگاه مهدی هاشمی رفسنجانی از سوی رهبری ایراد شد.

## فساد

### اتهام دریافت رشوه از توتال
در سال ۲۰۰۷ مدیرعامل و چند کارمند شرکت نفتی توتال توسط مقامات قضایی فرانسوی به اتهام پرداخت حدود ۶۰ میلیون یورو رشوه به مقامات ایرانی برای مشارکت در احداث میدان گازی پارس جنوبی بازداشت شدند و نام مهدی هاشمی به عنوان فردی که بخشی از این مبلغ را دریافت کرده مطرح شد. توتال در سال ۱۹۹۷ به همراه شرکت گازپروم روسیه و پتروناس مالزی در مناقصه احداث این میدان گازی پیروز شده‌بود و در سال ۲۰۰۴ پلیس سوئیس متوجه شده بود که حدود ۷٫۸ میلیون یورو از اموال شرکت توتال به حساب یک ایرانی مقیم سوئیس واریز شده که به گفته رسانه‌های فرانسوی از کارمندان مهدی هاشمی رفسنجانی است.

### اتهام دریافت رشوه از استات اویل
پرونده استات اویل پرونده دیگری است که نام مهدی هاشمی در آن مطرح شده‌است. در سال ۲۰۰۴ دادگاه نروژ شرکت استات اویل را برای پرداخت رشوه به مقامات ایرانی ۲۰ میلیون کرون نروژ، معادل ۱٫۶ میلیون دلار جریمه کرد. بر اساس تحقیقات دادگاه، استات اویل از طریق شرکت مشاوره‌ای به مهدی هاشمی ۱۵میلیون یورو برای تضمین انعقاد قراردادی بین استات اویل و ایران پرداخته‌است. مقامات استات اویل در دفاع از خود گفتند، مهدی هاشمی قدرتی برای اینکه قراردادی به استات اویل بدهد، نداشته است و ضمناً در فرایند تصمیم‌گیری روی دولت ایران اعمال نفوذی صورت نگرفته است. با این‌همه دادگاه استات اویل را برای پرداخت پول مقصر شناخت و علاوه بر جریمه شرکت، جان هوبارد رئیس استات اویل هم به ۲۰۰۰۰۰ کرون نروژ یا ۲۰ روز زندان محکوم شد. مهدی هاشمی پس از گزارش تحقیق و تفحص مجلس که خبر از برائتش می‌داد گفت که برای اعاده حیثیت به کمیسیون حقوق بشر در اروپا شکایت خواهد کردکه از سرنوشت این شکایت که اساساً آیا صورت گرفته یا خیر، اطلاعی در دسترس نیست.

### اتهام آدم‌ربایی و شکنجه
مهدی هاشمی توسط هوشنگ بوذری، تاجر ایرانی- کانادایی به آدم‌ربایی متهم شده‌است. هوشنگ بوذری مشاور سیاسی اکبر هاشمی در مجلس شورای اسلامی و مشاور شرکت نفت ایران در دهه اول پس از انقلاب ۵۷ بوده‌است. او در پایان جنگ در رم شرکت مشاوره‌ای تأسیس می‌کند و با این شرکت موفق می‌شود تا قراردادی را در پارس جنوبی را بین طرف ایرانی و یک کنسرسیوم نفتی TPL به سرانجام برساند و ۳۵ میلیون دلار کمیسیون بگیرد. پس از این قرارداد، به گفتهٔ بوذری در مصاحبه با آتلانتیک، اکبر هاشمی که حالا دیگر رئیس‌جمهوری ایران شده بود در تماس تلفنی برای سفر به ایران دعوت می‌کند و در ایران از او می‌خواهد تا مهدی را با صنایع دریایی آشنا کند. مهدی پس از مدتی که از تعلیمات بوذری بهره‌مند می‌شود شرکت مهندسی و ساخت تأسیسات دریایی ایران را در اوایل دهه ۷۰ تأسیس می‌کند. او سپس به بوذری تلفن می‌زند و در ازای لغو نکردن قراردادش در پارس جنوبی از او ۵۰ میلیون دلار باج می‌خواهد. بوذری وقتی به تهران سفر می‌کند تا از اکبر هاشمی کمک بخواهد که مهدی را از تصمیمش منصرف کند، دستگیر و به زندان اوین فرستاده می‌شود. بازجویانش در زندان برای آزادی ۵ میلیون دلار از او پول طلب می‌کنند. همسر بوذری ۳ میلیون دلار پرداخت می‌کند و بوذری با این وعده که ۲ میلیون دلار دیگر را پس از آزادی تحویل خواهد داد آزاد می‌شود. او موفق می‌شود به کانادا بگریزد. در کانادا شکایتی علیه ایران در دادگاه قضایی انتاریو به ثبت رساند اما به دلیل مصونیت دولت‌ها از پیگیری حقوقی در کانادا بی‌نتیجه می‌ماند. اما دادگاهی در تورنتو که بوذری از افراد مشخصی مانند اکبر و مهدی هاشمی به آن شکایت کرده بود، مهدی هاشمی را به دادگاه فراخواند و پس از آنکه به دادگاه نرفت او را به پرداخت ۱۳ میلیون دلار غرامت محکوم کرد.

## دادگاه معترضان اعتراضات ۱۳۸۸
در جریان چهارمین جلسه دادگاه متهمان دستگیرشده بعد از انتخابات ریاست جمهوری دور دهم، اتهاماتی از سوی حمزه کرمی و مسعود باستانی، دوتن از متهمان به کودتای مخملی در ایران؛ به مهدی هاشمی وارد شد.
این اتهامات در جریان اعترافات این دو متهم مطرح شده‌اند. از جمله ادعاها دربارهٔ مهدی هاشمی که در دادگاه به آن اشاره شد، انتشار اکاذیب، پرونده‌سازی جعلی برای دولت نهم، تلقین تقلّب در انتخابات می‌باشد. وی متهم شد که این جرائم را در سمت مدیریت رسمی سایت جمهوریت مرتکب شده‌است. همچنین استفاده از ۲ میلیارد تومان بودجه سازمان بهینه‌سازی مصرف سوخت در تبلیغات نهمین دوره انتخابات ریاست‌جمهوری برای پدرش به واسطه حضور حمزه کرمی در آن سازمان و استفاده از منابع مالی و امکانات دانشگاه آزاد اسلامی برای راه‌اندازی سایت جمهوریت از جمله موارد اتهامی توسط حمزه کرمی می‌باشد.

## بازگشت به ایران و دادگاه
وی با پرواز ساعت ۱۰:۰۰ دوبی-تهران مورخ ۲ مهرماه ۱۳۹۱ به ایران بازگشت. در فرودگاه مورد استقبال محسن، یاسر و فاطمه هاشمی قرار گرفت. همچنین نماینده دادستانی تهران نیز با حضور در فرودگاه، اقدام به ابلاغ احضاریه حضور در دادستانی تهران به وی کرد. مهدی هاشمی در راه بازگشت در فرودگاه به خبرنگار بی‌بی‌سی گفت همه حرف‌ها را در ایران خواهد گفت. وی پس از بازگشت به تهران در فرودگاه توسط نمایندهٔ دادستانی بازداشت شد اما تعهد داد تا ۲۴ ساعت بعد خود را به دادستانی معرفی کند. وی یک روز بعد یعنی سوم مهر ماه به دادسرای امنیت رفت اما در ساعات پایانی همان روز با صدور قرار بازداشت موقت، روانهٔ زندان اوین شد که این بازداشت ۲ ماه و ۲۳ روز طول کشید. وی سرانجام در تاریخ ۲۶ آذر سال ۹۱ با قرار وثیقهٔ ۱۰ میلیارد تومانی آزاد شد. در طول مدت بازداشت، اکبر هاشمی رفسنجانی در ۳۰ آبان ۱۳۹۱ یک بار برای ملاقات با فرزندانش مهدی و فائزه به اوین رفت. هاشمی می‌گوید شخصی به نام عسگری که یکی از اعضای تیم سابق مذاکره‌کننده بوده، بازجوی او و افراد دیگری بوده‌است.
پروندهٔ مهدی هاشمی با کیفرخواستی ۱۲۵ صفحه‌ای، ۱۵ اردیبهشت ۱۳۹۲ از سوی دادگاه به دادسرای تهران بازگردانده شد تا ایرادات آن برطرف شود و در نهایت ۱۱ مردادماه ۱۳۹۳ و پس از گذشت ۶۷۹ روز رسیدگی مجدد آغاز شد. قرار بود متهم به اتفاق وکلایش برای دریافت ابلاغ حکم به دادگاه انقلاب مراجعه کنند اما وی و وکلایش تا ساعت ۱۵ روز ۲۳ اسفند ۱۳۹۳ به دادگاه مراجعه نکردند. با حکم شعبه ۲۸ دادگاه انقلاب اسلامی تهران، مهدی هاشمی به حبس، جزای نقدی، رد مال و انفصال از خدمات دولتی محکوم شد.
دادگاه سرانجام مهدی هاشمی رفسنجانی را در تاریخ ۲۱ خرداد ۱۳۹۴ خورشیدی به جرم‌های اختلاس، ارتشاء و مباحث امنیتی به ۱۰ سال زندان محکوم کرد. وی در تاریخ ۱۸ مرداد ۱۳۹۴ برای اجرای حکم روانه زندان اوین شد. در نهایت در تاریخ ۱۵ اردیبهشت ۱۳۹۲ اولین جلسه دادگاه رسیدگی به اتهامات مهدی هاشمی رفسنجانی برگزار شد، اما قاضی سراج پرونده را با توجه به ایرادات سنگین به بازپرس ارجاع داد و روند رسیدگی تا مدتی متوقف شد. به گفته وکیل مهدی هاشمی آن‌ها نخستین متقاضی علنی بودن دادگاه بودند. همچنین وکیل هاشمی از سعی در تحت فشار قرار دادن قاضی در جریان برگزاری دادگاه گفت.
به موجب حکم دادگاه مهدی هاشمی بابت اختلاس و جعل به ۱۰ سال حبس و رد مال به مبلغ ۶۰۰ میلیون تومان و جزای نقدی معادل دو برابر آن، به دلیل ارتشا به ۱۰ سال حبس، رد مال به مبلغ ۵میلیون و ۲۰۰ هزار دلار و جزای نقدی معادل همین میزان، همچنین به دلیل ارتشا، به انفصال دائم از خدمات دولتی و ۵۰ ضربه شلاق و به دلیل مسائل امنیتی نیز مطابق قانون مجازات اسلامی به ۵ سال حبس محکوم شد. براساس قانون مجازات اسلامی مصوب سال ۱۳۹۲، وی طولانی‌ترین حکم یعنی صرفاً ۱۰ سال از مجموع ۲۵ سال محکومیت خود را تحمل خواهد کرد.
هاشمی در ۱۹ دی ۱۳۹۵ هم‌زمان با مرگ پدرش به مرخصی رفت. مرخصی او تا ۷ اسفند تمدید شد که برخلاف آیین‌نامه سازمان زندان‌ها بود. او در ۲۲ شهریور ۱۴۰۰ بخشی از جزایی نقدی را پرداخت کرد. هاشمی در مهر ۱۴۰۱ در جریان آتش‌سوزی زندان اوین مرخصی بود. برادرش یاسر هاشمی رفسنجانی گفت که او «هر دو هفته یک بار چهارشنبه تا جمعه به مرخصی می‌آید.» مرخصی زودهنگام برادرش توسط او «مطلع بودن مقام‌های زندان اوین از اتفاقی که قرار است بیفتد» تفسیر شد و گفت که به برادرش گفته‌اند «فعلاً به زندان بازنگردد.» او در ۲۷ دی ۱۴۰۱ با پرداخت باقی جزای نقدی به‌صورت مشروط آزاد شد و حکم شلاق نیز برایش اجرا نشد.
همچنین وی ۶ سال از عمرش را که قرار بود در زندان سپری شود ، با گذاشتن وثیقه به صورت آزادانه زندگیش را به دور از زندان سپری کرد.در تیرماه ۱۴۰۲ قوه‌قضائیه اعلام کرد که مهدی هاشمی پس از هفت سال بدون گذاشتن وثیقه و به طور رسمی آزاد شد .